# ورنر یوهان وکمان
ورنر یوهان وکمان (به فنلاندی: Kustaa Pihlajamäki) (زاده ۲۶ ژوئیه ۱۸۸۲ - درگذشته ۲۲ فوریه ۱۹۶۸) کشتی گیر کشور فنلاند بود. او اولین برنده مدال طلا المپیک از کشور فنلاند است.
وکمان پسر یک کشاورز بود.در سال ۱۹۰۲ از دبیرستان فارغ‌التحصیل شد. سپس برای ادامه تحصیلات به دانشگاه کارلسروهه در آلمان رفت در آنجا از رشته فناوری فارغ‌التحصیل شد.او از سال ۱۹۰۹ تا سال ۱۹۲۰ در روسیه به عنوان مهندس مشغول به کار بود.سپس به فنلاند بازگشت و به عنوان مدیر اجرایی شرکت Finnish Cable Works تا سال ۱۹۵۵ مشغول به کار بود. این شرکت در سال ۱۹۶۷ با ادغام با دو شرکت دیگر ، شرکت مخابراتی نوکیا را ایجاد کردند.